# Lycée Louis-Bascan
 (juillet 2022).
La mise en forme du texte ne suit pas les recommandations de Wikipédia : il faut le « wikifier ».
Les points d'amélioration suivants sont les cas les plus fréquents :
- Les titres sont pré-formatés par le logiciel. Ils ne sont ni en capitales, ni en gras.
- Le texte ne doit pas être écrit en capitales (les noms de famille non plus), ni en gras, ni en italique, ni en « petit »…
- Le gras n'est utilisé que pour surligner le titre de l'article dans l'introduction, une seule fois.
- L'italique est rarement utilisé : mots en langue étrangère, titres d'œuvres, noms de bateaux, etc.
- Les citations ne sont pas en italique mais en corps de texte normal. Elles sont entourées par des guillemets français : « et ».
- Les listes à puces sont à éviter, des paragraphes rédigés étant largement préférés. Les tableaux sont à réserver à la présentation de données structurées (résultats, etc.).
- Les appels de note de bas de page (petits chiffres en exposant, introduits par l'outil «  Source ») sont à placer entre la fin de phrase et le point final[comme ça].
- Les liens internes (vers d'autres articles de Wikipédia) sont à choisir avec parcimonie. Créez des liens vers des articles approfondissant le sujet. Les termes génériques sans rapport avec le sujet sont à éviter, ainsi que les répétitions de liens vers un même terme.
- Les liens externes sont à placer uniquement dans une section « Liens externes », à la fin de l'article. Ces liens sont à choisir avec parcimonie suivant les règles définies. Si un lien sert de source à l'article, son insertion dans le texte est à faire par les notes de bas de page.
- La présentation des références doit suivre les conventions bibliographiques. Il est recommandé d'utiliser les modèles {{Ouvrage}}, {{Chapitre}}, {{Article}}, {{Lien web}} et/ou {{Bibliographie}}. Le mode d'édition visuel peut mettre en forme automatiquement les références.
- Insérer une infobox (cadre d'informations à droite) n'est pas obligatoire pour parachever la mise en page.

Pour une aide détaillée, merci de consulter Aide:Wikification.
Si vous pensez que ces points ont été résolus, vous pouvez retirer ce bandeau et améliorer la mise en forme d'un autre article.
Le lycée Louis-Bascan est un établissement scolaire français d'enseignement secondaire et supérieur, situé au 5 Avenue du Général-Leclerc dans le centre-ville à Rambouillet, dans les Yvelines. Lycée inauguré en 1960 sous le nom Lycée mixte d'État de Rambouillet, il a été nommé lycée Louis Bascan en 2001 en hommage à Louis Bascan et Bertin Apollinaire, résistants français, directeurs de l’École Primaire Supérieure Professionnelle de Rambouillet de 1907 à 1919.
Il est réputé pour être l'un des plus grands lycées de France en matière de superficie et en nombre d'élèves.

## Histoire du lycée Louis-Bascan
Le lycée fut inauguré le 5 novembre 1960 par Louis Joxe (ministre de l'Éducation nationale), accompagné de Jean Sarrailh (recteur de l'académie de Paris) en présence de Gaston Monnerville (président du Sénat), Thome Patenotre (vice-présidente de l'Assemblée nationale, député ainsi que maire de Rambouillet) et Paul Demange (préfet).

### Initiatives pédagogiques et technologiques

#### Années 1970
En 1974, dans un objectif novateur d'initiation à l'informatique des élèves et enseignants intéressés, le lycée Louis-Bascan, à Rambouillet (établissement connu à l'époque sous le nom générique « Lycée de Rambouillet ») fut éligible à l'opération ministérielle dite « Expérience des 58 lycées » : utilisation de logiciels et enseignement de la programmation en langage LSE, en club informatique de lycée,, pour 58 établissements de l'enseignement secondaire. Pour cette opération, dans une première phase, quelques professeurs du lycée, enseignants de diverses matières, furent préalablement formés de manière lourde à la programmation informatique. Dans une seconde phase, l'établissement fut alors doté d'un ensemble informatique en temps partagé comprenant : un mini-ordinateur français Télémécanique T1600 avec disque dur, un lecteur de disquettes 8 pouces, plusieurs terminaux écrans claviers Sintra TTE, un téléimprimeur Teletype ASR-33 (en) et le langage LSE implémenté ; tout ceci ayant permis de mettre en œuvre sur le terrain cette démarche expérimentale, avec du matériel informatique ultra-moderne pour l'époque.

### Classement du lycée
En 2022, le lycée se classe 81e sur 171 au niveau académique quant à la qualité d'enseignement, et 979e sur 2 277 au niveau national. Ces classements sont établis sur trois critères : le taux de réussite au bac, la proportion d'élèves de première qui obtiennent le baccalauréat en ayant fait les deux dernières années de leur scolarité dans l'établissement, et la valeur ajoutée (calculée à partir de l'origine sociale des élèves, de leur âge et de leurs résultats au diplôme national du brevet).

### Bâtiments
Le lycée comprend 18 bâtiments :

## Associations et activités
- Maison des Lycéens (MDL) : La maison des lycéens est une association administrée par des élèves, des parents d'élèves et l'administration du lycée. Il donne lieu à de nombreuses activités culturelles et artistiques par exemple des journées à thème, concerts, carnaval...
- Association sportive Lycée Louis-Bascan : Comme la plupart des établissements secondaires, le lycée possède une association sportive pour les lycéens.
- Anciens élèves : L'Association Alumni des anciens élèves du lycée de Rambouillet a été fondée en 2021. Tout ancien élève du lycée Louis-Bascan peut faire partie de cette association. En plus de sa mission d'entretien de relations amicales et solidaires, de sa contribution à la prospérité du lycée, l'amicale aide les élèves étant actuellement en formation dans le lycée à s'informer pour la poursuite de leurs études[15].

## Personnalités liés au lycée

### Anciens élèves du lycée
- l'actrice Bérénice Bejo[16]
- l'actrice Emmanuelle Boidron[17]

l'acteur Lambert Wilson
- producteur de télévision Laurent Fontaine

### Anciens professeurs
- le politicien François-Xavier Bellamy[18]

### Personnalités ayant travaillé sur l'offre architecturale
- le sculpteur Japonais Yasuo Mizui[19]
- l'architecte Français Jacques Barge[20]